# Guille Söhrens
Guille Söhrens (Santiago de Chile; 22 de septiembre de 1989) es un cineasta chileno conocido por sus películas que abordan temas sociales y conflictos generacionales. Su obra se caracteriza por ofrecer una visión profunda, fresca y reflexiva de la realidad chilena.

## Biografía
Guille Söhrens creció en una familia profundamente vinculada al mundo del arte y la cultura, lo que influyó significativamente en su perspectiva y estilo cinematográfico. Su casa de infancia era un punto de encuentro para diversas expresiones artísticas, desde la música hasta el teatro, fomentando su interés por el cine desde una edad temprana.
Söhrens se graduó como Comunicador Audiovisual de la Universidad de Artes, Ciencias y Comunicación (UNIACC) en Santiago de Chile. Comenzó su carrera en el ámbito audiovisual con el corto documental El Desalojo (2013), que documenta el desalojo de estudiantes por parte de la policía chilena. Este trabajo captó la atención del reconocido cineasta Michael Moore, quien lo incluyó en un circuito de exhibición dirigido a escolares en Estados Unidos.

## Carrera Cinematográfica

#### El Último Lonco (2015)
Su primer largometraje, El Último Lonco, se estrenó en 2015 en el Festival Internacional de Cine de Santiago. Esta película utiliza la lucha libre como una metáfora para explorar el conflicto mapuche en Chile. Luego de su estreno el sitio Revius.net escribió:
El Último Lonco es la prueba viviente de que muchas veces menos es más. Sin grandes aspiraciones ni efectos especiales, es una pieza notable. En parte por las actuaciones (Vladimir Huaiquiñir verdaderamente se luce), en parte por la trama, en parte por la música de Andrés Valdebenito. Todo suma, logrando un resultado que puede ser uno de los mejores largometrajes chilenos en lo que va de este 2015.
Fue bien recibida por su enfoque innovador y su capacidad para abordar temas complejos de una manera accesible y emotiva.

#### La Isla de los Pingüinos (2017)
En 2017, Söhrens dirigió La Isla de los Pingüinos, un drama que se centra en las protestas estudiantiles de 2006 en Chile, conocidas como la Revolución Pingüina. La película se enfoca en la politización de los jóvenes y el impacto de sus protestas en la sociedad chilena. Aspectos destacados de la película son el debut en la actuación de la cantautora Ana Tijoux y la banda sonora que incluye composiciones de emblemáticas bandas chilenas como Camila Moreno, Eduardo Gatti, Los Prisioneros, Los Miserables y Los Galos y Cóndor Jet. La crítica de Cine, Antonella Estévez compara la película con obras como The Breakfast Club:

En un primer momento recuerda a la excelente El estudiante (2011) de Santiago Mitre, por su evidente interés en retratar el brutal mundo de la política estudiantil ligada a la militancia partidista, pero a medida que se va desarrollando nos damos cuenta de que su vocación está más ligada en qué les sucede a los personajes en el contexto de esta movilización, a las relaciones que les van revelando quienes son, que a enfocarse en los juegos del poder. Ahí recuerda más a clásicos como The Breakfast Club (John Hughes, 1985) en donde es el contexto de encierro y el encuentro con los otros, lo que va obligando a los personajes a definirse y a separar lo que dicen que son de lo que realmente son.
El atractivo de La isla de los pingüinos es mezclar esos procesos que son tan fundamentales y definitorios para cada persona con el contexto de una movilización que marcó a toda una generación y transformó al país.
Este largometraje fue proyectado en varios festivales internacionales de cine, incluyendo el Festival Internacional de Cine de Valdivia, el Festival Internacional de Cine de Guadalajara y la Mostra Internacional de Cinema de São Paulo.

## Estilo y Temáticas
El trabajo de Söhrens se destaca por su interés en temas sociales y generacionales. Sus películas exploran distintos géneros para crear narrativas profundas y reflexivas con personajes memorables. En su obra tiende a destacar la banda sonora, habitualmente de músicos destacados en la escena nacional.
Söhrens ha mencionado en varias entrevistas sus influencias desde el animé  y su admiración por el cine de Hirokazu Koreeda y Richard Linklater, especialmente por películas como Dazed and Confused y Boyhood, que abordan la adolescencia y el crecimiento personal desde una perspectiva auténtica y sin artificios.

En una entrevista con El Desconcierto, Söhrens destacó la importancia de los millennials en levantar la voz durante estas protestas, subrayando que fueron los primeros en hacerlo dentro de su generación. La película no solo aborda la política, sino también las dinámicas de amistad y compañerismo entre los jóvenes protagonistas
La postura política de izquierda de Söhrens se manifiesta tanto en sus obras como en sus entrevistas, ya que no ha ocultado su critica hacia los gobiernos de derecha y centroizquierda en Chile, manifestando su opinión al respecto en distintas instancias. 

## Reconocimientos y Actividades
Además de su trabajo como director, Söhrens ha dirigido premiados cortometrajes como El Desalojo (2013), Humano (2020) y series de televisión como Mi Abue y yo (2022). Söhrens es uno de los referentes Chilenos en el trabajo de educación del cine en escuelas, por lo que ha sido invitado a diversos encuentros internacionales para exponer del tema. Actualmente es profesor en el programa internacional Cinema en Curs, donde enseña cine a nivel escolar. Este programa busca acercar el cine a los jóvenes y fomentar su interés en el medio audiovisual.
El año 2023 Guille Söhrens fue electo como presidente de la Asociación de Productores Independientes de Chile (API), cargo que tiene una duración de dos años.